# Yes! We Have No Bananas
Yes! We Have No Bananas är en sång av Frank Silver och Irving Cohn, ursprungligen ur Broadwayrevyn Make It Snappy från 1922. 
Orden "Yes we have no bananas" är mycket välspridda i den engelskspråkiga världen och har bland annat återanvänts under Storbritannien under andra världskriget, när inga bananer fanns att köpa i landet. Sången har använts i flera filmer, exempelvis Endast änglar ha vingar 1939 och Sabrina 1954. I TV-programmet Mupparna framfördes den med ny text, innehållande alla möjliga typer av grönsaker. 
Karl Gerhard använde melodin till en kuplett under titeln "Vi har inga bananer". Kupletten spelades in första gången 21 september 1923. 
En annan svensk text är "Dom har inga bananer", skriven av Lasse Åberg och framförd av Trazan och Banarne i TV-program och på skiva.